# Marsha Ambrosius
Marsha Ambrosius-Billups (Liverpool, 8 de agosto de 1977) é uma cantora e compositora inglesa.